# Groppello di Santo Stefano
Groppello di Santo Stefano ist eine Rotweinsorte. Sie ist eine autochthone Sorte aus dem Norden Italiens. Ihr Anbau ist in den Provinzen Brescia und Massa-Carrara empfohlen. In den 1990er Jahren wurden 28 Hektar bestockter Rebfläche erhoben. 
Die spätreifende Sorte ist wuchskräftig und ertragsstark. Sie erbringt rubinrote Weine mit einem mittleren Alkoholgehalt und einer leichten Säure. Den Rotweinen fehlt es jedoch meist an Struktur. Im Trentino findet der Wein Eingang in den Val di Non wird dort jedoch nur kurz Groppello oder auch Groppello della Val di Non genannt.
Neben dem Groppello di Santo Stefano gibt es noch die Rebsorten Groppello Bianco, Groppello di Mocasina und Groppello Gentile.
Synonyme: Gropèl, Gropèla Nera, Gropella nera, Gropello Val di Non, Groppèl, Groppello, Groppello della Val di Non, Groppelo di Santo Stefano, Groppelo nero, Grupèl.
Abstammung: autochthone Sorte Norditaliens